# Ariodante
Ariodante é uma das óperas do compositor barroco Georg Friedrich Haendel (HWV 33). Trata-se de uma opera seria, em três atos, com libreto de Antonio Salvi em italiano, baseado na obra Orlando Furioso, de Ariosto.
A estreia foi realizada no Covent Garden de Londres,  em 8 de janeiro de 1735. Apesar do seu sucesso inicial, caiu no esquecimento por mais de duzentos anos. Uma edição da partitura foi publicada no início dos anos 1960, a partir da Hallische Händel Ausgabe. Na década de 1970, a obra foi relançada e chegou a ser considerada uma das melhores óperas de Handel.
| Papel                                                             | Voz              | Estreia Cast, 8 de janeiro de 1735 (Maestro: — ) |
| ----------------------------------------------------------------- | ---------------- | ------------------------------------------------ |
| Ariodante, a vassal prince                                        | soprano castrato | Giovanni Carestini                               |
| Ginevra, daughter of the King of Scotland, betrothed to Ariodante | soprano          | Anna Maria Strada del Pò                         |
| Dalinda, attendant on Ginevra, secretly in love with Polinesso    | soprano          | Cecilia Young                                    |
| Polinesso, Duke of Albany                                         | alto             | Maria Caterina Negri                             |
| Lurcanio, Ariodante's brother                                     | tenor            | John Beard                                       |
| King of Scotland                                                  | bass             | Gustavus Waltz                                   |
| Odoardo, favorite of the king                                     | tenor            |                                                  |

## Gravações Selecionadas
- Philips 6769 025: Janet Baker, Edith Mathis, Norma Burrowes, Samuel Ramey, David Rendall, James Bowman, Alexander Oliver; London Voices; English Chamber Orchestra; Raymond Leppard, conductor[1][4][5]
- Harmonia Mundi HMU 907146.48: Lorraine Hunt Lieberson, Juliana Gondex, Lisa Saffer, Jennifer Lane, Rufus Müller, Nicolas Cavallier, Jörn Lindemann; Wilhelmshaven Vocal Ensemble; Freiburg Baroque Orchestra; Nicholas McGegan, conductor[6]
- Deutsche Grammophon 457 271-2: Anne Sofie von Otter, Lynne Dawson, Veronica Cangemi, Ewa Podles, Richard Croft, Denis Sedov, Luc Coadou; Chorus of Les Musiciens du Louvre; Les Musiciens du Louvre; Marc Minkowski, conductor

## E-book
Score of Ariodante (ed. Friedrich Chrysander, Leipzig 1881)